# Big Rigs
『Big Rigs: Over the Road Racing』（ビッグ・リグス）は、2003年11月20日にアクティビジョンから発売されたコンピュータゲームである。

## 概要
Big Rigsはコンピュータが制御するAIトラックと競争し、パトカーとのカーチェイスをふりきって、特定の"荷物"を目的地に運ぶという設定のレースゲームである。操作はキーボードのみ使用可能で、ステアリングコントローラやジョイスティックといったその他の外部入力機器には一切対応していない。
発売直後から大手レビューサイトにより軒並み酷評され、しばしば『世界最凶のクソゲー』と評される。GameSpotでは10.0点中1.0点という同サイト史上最低点を獲得したほか、テレビ番組X-playは「今まで作られた中で最低のゲーム」と評した上で、星一つから星五つまでの5段階評価では0点をつけられないという理由で採点を拒否した。
開発元のStellar Stone社は、ロシアやウクライナに開発拠点を設置して安価なゲーム開発を行っていたゲームスタジオである。同社の元代表であるセルゲイ・ティトフ（Sergey Titov）は、後のインタビューの中で本作がプレアルファ版、すなわち極めて初期の試作段階のままリリースされたものだと語っている。
発売から約21年半が経過した2025年4月8日にSteamでリマスター版がリリースされた。

## 評価
本作のゲームとしての完成度は極めて低く、未完成品と揶揄されることさえある。主に次のような問題が挙げられる。
- 操作性が悪い - 対応する入力機器はキーボードのみで、キーコンフィグ機能すら存在しない。
- セーブ不可 - オプション設定やハイスコアなどは記録されない。
- 設定の破綻 - プレイヤーが操作するトラックの中には、トラックヘッドのみで運ぶべき「荷物」が存在しないものがある。パッケージに描かれているパトカーはデータすら用意されておらず、設定で語られるようなカーチェイスは一切行われない。また、設定上は「荷物を届ける」はずだが、全て周回のコースである。
- サウンドの問題 - BGM、効果音は一切存在しない。修正版ではエンジン音、スキール音が追加された。
- 当たり判定の問題 - 地形以外のオブジェクト、すなわち建物や橋に当たり判定が存在しないため、トラックは衝突することなく橋の下を潜ったり、壁をすり抜ける。また速度の計算はx, y座標のみで行われており、坂などによって加速、減速することは一切ない。コースを無視して走行し続ければ、いとも簡単に地形すら存在しないマップの外へ出られる。
- レースの破綻 - ゲームスタート後もAIが操作するトラックはスタートラインで微動だにせず静止しており、プレイヤーが敗北することは事実上不可能である[注釈 1]。また初期版では、2レース目以降は開始直後にレース終了と判断され、唐突に「YOU'RE WINNER!」[注釈 2]のテキストとトロフィーが画面に表示される。
- 物理的描写の問題 - どれだけスピードを出していても、ブレーキのキーを押せば瞬時に静止する。また、スピードに比例しない小回りが可能である。さらに後退速度の制限がなく、後退キーを押し続けている間は永遠に加速し続け、メーターが何周も回って非現実的な速度に到達する。約1.23 × 1037MPH（1.97 × 1037 km/h）に達すると強制的にレース終了と判断されるため、これが後退速度の上限であるとされている[6]。
- フリーズ - 頻繁にフリーズが起こる。初期版においては4番目のコース「NIGHTRIDE」を選択すると必ずゲームがクラッシュする[注釈 3]。
- 致命的なテクスチャバグ - 前述のすり抜ける橋の下は通常川になっているはずだが、なぜか水ではなく地面と何かの二つのテクスチャが入り交じって非常にチカチカしている(Zファイティング)。またすべてのトラックにおいてブレーキランプが車体からずれており、空中が赤く点滅しているように見える。

後にStellar Stoneがパッチを2度リリースした。このパッチによってAIトラックがコース上を走行するようになり、選択するとフリーズするマップは別のものに差し替えられた。エンジン音などの効果音もこのパッチによって実装された。「YOU'RE WINNER!」は「YOU WIN!」に変更された。ただし、その他の欠点は一切修正されなかった。またコース上を走行するAIトラックは結局ゴール直前で停止するため、レースゲームとして成立することはなかった。
その後、Stellar Stoneは本作のアセットをほぼ流用した『Midnight Race Club: Supercharged!』を2004年1月に発売しているが、車種の追加や障害物や橋等の当たり判定が存在する、坂では減速するなどの修正が行われた以外は本作と何も変わっておらず、「後退速度が無限になる」「プレイヤーが負けることがない」などの問題点は修正されることはなかった。